# AWStats
Az AWStats egy ingyenes web-oldal analizáló, jelentés-készítő eszköz. 

## Képességei
Az Internetes szolgáltatásokat – mint a web, média sztrímek, levelezés és az FTP – analizálja a .log fájlokból, majd .html jelentéseket készít. Az adatokat táblázatokba rendezi, grafikonok segítségével szemlélteti. A parancssori interfészen keresztül statikus jelentéseket lehet generáltatni, de létezik egy cgi alkalmazás is.
Támogatja az Apache, WebStar, IIS és sok más formátumát is.
Úgy is használható, hogy egy távoli szerver .log fájljaiból készítse el a statisztikákat.  

## Platform átjárhatóság
Mivel Perl nyelven íródott, a legtöbb operációs rendszerre létezik portja. A legtöbb Linux terjesztésnek része.

## Felhasználási feltételek
Az AWStats GPL alá esik.

## Segítség
A használata megkövetel némi technikai és üzleti ismereteket; a Fórum és a dokumentáció hasznos lehet.

## Biztonsági kockázatok
Mint minden CGI program, ez is tartalmazhat hibákat, biztonsági réseket; ezért a legtöbb rendszergazda rendszeres időközönként manuálisan frissített statikus jelentéseket tesz közzé. Egyes spammelő robotok megpróbálhatnak hivatkozásokat elhelyezni a honlapjukra, amelyeket a Google és más keresőrendszerek megtévesztésére használnak (ezt szűrő plugin-t is készítettek).